# Éxo Moulianá
Éxo Moulianá, en grec moderne : Έξω Μουλιανά est un village du dème de Sitía, en Crète, en Grèce. Selon le recensement de 2011, la population d'Éxo Moulianá compte 247 habitants. Le village est situé à une altitude de 380 m.

## Recensements de la population
| Recensements | 1900 | 1920 | 1928 | 1940 | 1951 | 1961 | 1971 | 1981 | 1991 | 2001 | 2011 |
| ------------ | ---- | ---- | ---- | ---- | ---- | ---- | ---- | ---- | ---- | ---- | ---- |
| Population   | 646  | 790  | 788  | 908  | 823  | 731  | 598  | 508  | 525  | 356  | 247  |